# 观文镇
观文镇，是中华人民共和国四川省泸州市古蔺县下辖的一个乡镇级行政单位。

## 行政区划
观文镇下辖以下地区：
观文街社区、复兴村、星凤村、文化村、共和村、五桂村、三凤村、回龙村、凤鸣村、建设村、民乐村、双桂村、荒田村和永安村。